# Gaetano Monachello
Gaetano Monachello (Agrigento, 3 maart 1994) is een Italiaans voetballer die als aanvaller speelt. Hij verruilde in juli 2015 AS Monaco voor Atalanta Bergamo.

## Clubcarrière
Monachello kwam op dertienjarige leeftijd in de jeugdopleiding van Inter Milan terecht. Dat verhuurde hem in januari 2012 voor zes maanden aan Parma. Op 16 juli 2012 verliet hij Inter voor Metaloerh Donetsk. Na zes maanden en vier competitiewedstrijden vertrok hij richting Cyprus. In dertien wedstrijden scoorde hij zeven doelpunten voor Olympiakos Nicosia. In mei 2013 tekende hij een driejarig contract bij AS Monaco, dat na twee jaar afwezigheid weer in de Ligue 1 actief was. Op 2 augustus 2013 werd bekend dat AS Monaco Monachello één seizoen verhuurde aan Cercle Brugge. Bij Cercle ging hij de concurrentie aan met Michael Uchebo, Junior Kabananga, Arne Naudts en Gaël Etock. Hij speelde vijftien competitiewedstrijden, waarvan de meeste als invaller. Hij scoorde één doelpunt voor Cercle in de Jupiler Pro League. Op 24 december 2013 maakte Cercle bekend dat Monachello terugkeerde naar Monaco. Hij maakte het seizoen af bij Ergotelis en werd in het seizoen 2014/015 verhuurd aan SS Lanciano.